# 5 (liczba)
5 (pięć) – liczba naturalna następująca po 4 i poprzedzająca 6. 5 jest też cyfrą wykorzystywaną do zapisu liczb w różnych systemach liczbowych, np. w  ósemkowym, dziesiętnym i szesnastkowym.

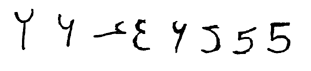
Zapis liczby 5 zmieniający się w czasie

Warunek podzielności zapisanej w systemie dziesiętnym liczby przez 5 to, aby ostatnia cyfra była zerem lub piątką.
5 jest trzecią liczbą pierwszą, drugą liczbą Fermata i elementem ciągu Fibonacciego, a także najmniejszą trzecią liczbą trójki pitagorejskiej.

## 5 w nauce
- liczba atomowa boru
- obiekt na niebie Messier 5
- galaktyka NGC 5
- planetoida (5) Astraea

## 5 w kalendarzu
- 5. dniem w roku jest 5 stycznia.
- 5. miesiącem w roku jest maj.

Zobacz też co wydarzyło się w 5 roku n.e.

## Religia a liczba 5

### 5 w chrześcijaństwie
- Piątego dnia w Księdze Rodzaju Bóg stworzył istoty latające i pływające[1].

Katolicyzm
- pięć przykazań kościelnych

### Papieże
- Papież Benedykt V
- Papież Leon V
- Papież Paweł V
- Papież Jan V
- Papież Stefan V
- Papież Bonifacy V
- Papież Grzegorz V
- Papież Innocenty V
- Papież Hadrian V
- Papież Celestyn V
- Papież Klemens V
- Papież Urban V
- Papież Klemens V
- Papież Marcin V
- Papież Mikołaj V
- Papież Pius V
- Papież Sykstus V

### Inne religie
- Pięć pożądań w buddyzmie

## Władcy

### Królowie Anglii
- Henryk V Lancaster
- Edward V York
- Jerzy V

### Władcy Akwitanii
- Henryk V Lancaster
- Wilhelm V Wielki

### Hrabiowie Westmorland
- Henry Neville, 5. hrabia Westmorland
- Vere Fane, 5. hrabia Westmorland

### Królowie i książęta polscy
- Henryk V Brzuchaty
- Bolesław V Wstydliwy

### Władcy Francji
- Ludwik V Gnuśny
- Filip V Wysoki
- Henryk V

### Władcy Hiszpanii

#### Władcy całej Hiszpanii
- Filip V Burbon

#### Władcy Kastylii
- Ferdynand V Katolicki

#### Królowie Aragonii
- Alfons V Wspaniały

#### Władcy Leónu
- Alfons V

#### Władcy Nawarry
- Sancho V

#### Hrabiowie Burgundii
- Filip V Dobry

### Władcy Austrii
- Leopold V Babenberg

### Władcy Niemiec
- Henryk V Salicki
- Karol V Habsburg

### Władcy Węgier
- Stefan V
- Władysław V Pogrobowiec
- Otto III (Béla V)